# Luca Sbisa
Luca Sbisa (* 30. ledna 1990) je bývalý švýcarský profesionální hokejista, naposledy hrající v National Hockey League za tým Nashville Predators.

## Dětství
Je italsko-švýcarského původu, narodil se ve městě Ozieri na Sardinii. Když mu byl rok, odstěhoval se s rodiči do Oberägeri ve Švýcarsku, kde se později dostal k hokeji.

## Klubová kariéra
Ve Švýcarsku hrával za EV Zug, v nejvyšší švýcarské lize však stihl odehrát jen několik utkání v sezóně 2006/2007. V létě 2007 byl draftován do Western Hockey League a v další sezóně hrál v této juniorské soutěži za Lethbridge Hurricanes. O rok později byl draftován do NHL dokonce v prvním kole (z celkově 19. místa) týmem Philadelphia Flyers. V první polovině sezóny 2008/2009 odehrál za Flyers 39 utkání a krátce se objevil i v play-off. Byl považován za jednoho z perspektivních hráčů Philadelphie, v roce 2009 ale byl vyměněn spolu s Joffrey Lupulem a právou volby v prvních kolech draftu 2009 a 2010 za Chrise Prongera a Ryan Dingla. Jeho novým týmem se stali Anaheim Ducks. Následující sezónu ale strávil především ve WHL, za první tým Anaheimu odehrál jen 8 utkání. V sezóně 2010/2011 se prosadil výrazněji, zaznamenal 2 góly a 9 asistencí a podepsal s týmem nový čtyřletý kontrakt v hodnote 8,7 milionů USD.

## Reprezentace
Za švýcarský národní tým hrál na Zimních olympijských hrách 2010, nominován byl i na mistrovství světa 2011.

## Klubové statistiky
| Sezona     | Klub                  | Soutěž     | Základní část | Základní část | Základní část | Základní část | Základní část | Play off | Play off | Play off | Play off | Play off |
| Sezona     | Klub                  | Soutěž     | Z             | G             | A             | B             | TM            | Z        | G        | A        | B        | TM       |
| ---------- | --------------------- | ---------- | ------------- | ------------- | ------------- | ------------- | ------------- | -------- | -------- | -------- | -------- | -------- |
| 2006-07    | EV Zug                | NLA        | 7             | 0             | 0             | 0             | 0             | 1        | 0        | 0        | 0        | 0        |
| 2007–08    | Lethbridge Hurricanes | WHL        | 62            | 6             | 27            | 33            | 63            | 19       | 3        | 12       | 15       | 17       |
| 2008-09    | Philadelphia Flyers   | NHL        | 39            | 0             | 7             | 7             | 36            | 1        | 0        | 0        | 0        | 2        |
| 2008-09    | Lethbridge Hurricanes | WHL        | 18            | 4             | 11            | 15            | 19            | 11       | 2        | 1        | 3        | 12       |
| 2008-09    | Philadelphia Phantoms | AHL        | 2             | 1             | 1             | 2             | 2             | —        | —        | —        | —        | —        |
| 2009-10    | Anaheim Ducks         | NHL        | 8             | 0             | 0             | 0             | 6             | —        | —        | —        | —        | —        |
| 2009-10    | Lethbridge Hurricanes | WHL        | 17            | 1             | 12            | 13            | 18            | —        | —        | —        | —        | —        |
| 2009-10    | Portland Winterhawks  | WHL        | 12            | 3             | 2             | 5             | 11            | 13       | 2        | 2        | 4        | 26       |
| 2010-11    | Anaheim Ducks         | NHL        | 68            | 2             | 9             | 11            | 43            | 6        | 0        | 1        | 1        | 8        |
| 2010-11    | Syracuse Crunch       | AHL        | 8             | 2             | 7             | 9             | 4             | —        | —        | —        | —        | —        |
| 2011-12    | Anaheim Ducks         | NHL        | 80            | 5             | 19            | 24            | 66            | —        | —        | —        | —        | —        |
| 2012-13    | HC Lugano             | NLA        | 28            | 5             | 6             | 11            | 12            | —        | —        | —        | —        | —        |
| 2012-13    | Anaheim Ducks         | NHL        | 41            | 7             | 8             | 15            | 23            | 5        | 0        | 0        | 0        | 4        |
| 2013-14    | Norfolk Admirals      | AHL        | 4             | 0             | 2             | 2             | 0             | —        | —        | —        | —        | —        |
| 2013-14    | Anaheim Ducks         | NHL        | 30            | 1             | 5             | 6             | 43            | 2        | 0        | 1        | 1        | 5        |
| 2014-15    | Norfolk Admirals      | AHL        | 4             | 0             | 2             | 2             | 0             | —        | —        | —        | —        | —        |
| 2014-15    | Vancouver Canucks     | NHL        | 76            | 3             | 8             | 11            | 46            | —        | —        | —        | —        | —        |
| 2015-16    | Vancouver Canucks     | NHL        | 41            | 2             | 6             | 8             | 26            | —        | —        | —        | —        | —        |
| 2016-17    | Vancouver Canucks     | NHL        | 82            | 2             | 11            | 13            | 40            | —        | —        | —        | —        | —        |
| 2017-18    | Vegas Golden Knights  | NHL        | 30            | 2             | 12            | 14            | 15            | 12       | 0        | 4        | 4        | 8        |
| 2018-19    | New York Islanders    | NHL        | 9             | 0             | 1             | 1             | 4             | —        | —        | —        | —        | —        |
| 2019-20    | Winnipeg Jets         | NHL        | 44            | 2             | 8             | 10            | 37            | —        | —        | —        | —        | —        |
| 2020-21    | Nashville Predators   | NHL        | 1             | 0             | 0             | 0             | 0             | —        | —        | —        | —        | —        |
| NHL celkem | NHL celkem            | NHL celkem | 495           | 18            | 84            | 102           | 344           | 32       | 1        | 7        | 8        | 34       |
| AHL celkem | AHL celkem            | AHL celkem | 10            | 3             | 8             | 11            | 6             | —        | —        | —        | —        | —        |